# Nenad Gračan
Nenad Gračan  est un footballeur croate né le 23 janvier 1962 à Rijeka. Il évoluait au poste de milieu.

## Biographie

### En club
Nenad Gračan évolue en Yougoslavie, en Espagne et en Croatie. Il joue en faveur du HNK Rijeka, de l'Hajduk Split, et du Real Oviedo.
Il dispute un total de 261 matchs en championnat, inscrivant 36 buts. Il prend notamment part à 90 rencontres en première division espagnole avec le Real Oviedo. Il réalise sa meilleure performance lors de la saison 1983-1984, où il marque huit buts en première division yougoslave avec le HNK Rijeka. 
Nenad Gračan joue également quatre matchs en Coupe de l'UEFA.
Il remporte au cours de sa carrière une Coupe de Yougoslavie, en 1987 avec le club d'Hajduk Split. Avec cette même équipe, il termine sur le podium du championnat à deux reprises, lors des saisons 1988-1989 et 1989-1990.

### En équipe nationale
Avec les espoirs, il participe aux quarts puis aux demi-finales du championnat d'Europe espoirs 1984, disputés contre l'Écosse et l'Espagne.
Il participe ensuite aux Jeux olympiques d'été de 1984 avec la sélection olympique. Il joue cinq matchs lors du tournoi olympique, inscrivant un but. La Yougoslavie obtient la médaille de bronze, en battant l'Italie lors de l'ultime match.
International yougoslave, il reçoit 10 sélections et marque 2 buts en équipe de Yougoslavie entre 1984 et 1986. 
Son premier match a lieu le 31 mars 1984 contre la Hongrie (victoire 2-1) en amical. Il joue son dernier match en équipe nationale le 19 mai 1986 contre la Belgique (victoire 1-3), toujours en amical,.
Il inscrit un but contre le Brésil le 30 avril 1986, puis un but contre la Belgique lors de sa toute dernière sélection.

### Parcours d'entraîneur
Après avoir raccroché les crampons, il entraîne plusieurs clubs en Croatie et en Slovénie. Il participe aux compétitions européennes avec les clubs du HNK Rijeka, de l'Hajduk Split, du FC Koper et du Dinamo Zagreb.
Il est nommé sélectionneur de l'équipe de Croatie espoirs en octobre 2013.

## Carrière

### Joueur
- 1979-1980 :  NK Orijent
- 1980-1986 :  HNK Rijeka
- 1986-1989 :  Hajduk Split
- 1989-1993 :  Real Oviedo
- 1995-1996 :  HNK Rijeka

### Entraîneur
- 1998-2000 :  HNK Rijeka
- 2001 :  Hajduk Split
- 2001-2002 :  FC Koper
- 2002-2003 :  NK Osijek
- 2004 :  Dinamo Zagreb
- 2007 :  NK Istra 1961
- 2008 :  NK Nafta Lendava
- 2009 :  NK Croatia Sesvete
- 2009-2010 :  HNK Rijeka
- 2013- :  Croatie - 21 ans

## Palmarès
Avec le Hajduk Split :
- Vainqueur de la Coupe de Yougoslavie en 1987.

Avec la Yougoslavie :
- Médaillé de bronze aux Jeux olympiques d'été de 1984.